# Reply 1988
Reply 1988 (hangul: 응답하라 1988; RR: Eungdabhara 1988) är en sydkoreansk TV-serie som sändes på tvN från 6 november 2015 till 16 januari 2016. Lee Hyeri, Park Bo-gum, Go Kyung-pyo, Ryu Jun-yeol och Lee Dong-hwi spelar i huvudrollerna.

## Rollista (i urval)
- Lee Hyeri - Sung Deok-sun/Sung Soo-yeon
- Park Bo-gum - Choi Taek
- Go Kyung-pyo - Sung Sun-woo
- Ryu Jun-yeol - Kim Jung-hwan
- Lee Dong-hwi - Ryu Dong-ryong